# Bruce Robertson (nuotatore)
Bruce Richard Robertson (Vancouver, 27 aprile 1953) è un ex nuotatore canadese.
Specializzato nella farfalla e nello stile libero, ha vinto la medaglia d'argento nei 100 m farfalla e il bronzo nella staffetta 4x100 m misti alle Olimpiadi di Monaco 1972.

## Palmarès
- Olimpiadi

Monaco 1972: argento nei 100m farfalla e bronzo nella staffetta 4x100m misti.
- Mondiali

1973 - Belgrado: oro nei 100m farfalla e bronzo nella staffetta 4x100m misti.
- Giochi panamericani

1975 - Città del Messico: bronzo nei 100m sl e nei 100m farfalla.